# Sociedade Esportiva Flamengo
A Sociedade Esportiva Flamengo, Flamengo ou popularmente conhecido como Mengão de Japaratuba é um clube de futebol brasileiro da cidade de Japaratuba. Foi fundado no dia 18 de setembro de 2018 e suas cores são o vermelho e o preto. Manda seus jogos no Tozão. Sua sede se localiza na Rua Praça Nações Unidas, Casa 03, Bairro Centro em Japaratuba, Sergipe.

## História

### Estreia, punição e participações na Série A2
A sua primeira participação foi na edição de 2023, estando no Grupo A ao lado de Barra-SE, Canindé e a dupla da cidade de Nossa Senhora do Socorro, Sport-SE e Socorrense. Sua primeira partida em competições oficiais, foi um empate por 1 a 1 contra o Sport, nesta edição o Rubro-negro terminou em segundo lugar no grupo, até então se classificando as quartas de finais, mas perdeu 4 pontos por escalar um número maior de jogadores maiores de 23 anos, ferindo o regulamento da competição, terminando a competição na quarta posição no grupo e em 14º colocado na Classificação Geral.

## Presidentes
| Nome             | Período    |
| ---------------- | ---------- |
| Waldoilson Brito | 2018-Atual |

## Participações
|  | Participações em 2025 |

| Competição | Competição | Temporadas | Melhor campanha    | Estreia | Última | P | R |
| Sergipe    | Série A2   | 3          | 7º colocado (2024) | 2023    | 2025   | – | – |